# Song of the Islands
Song of the Islands is een Amerikaanse muziekfilm uit 1942 onder regie van Walter Lang.

## Verhaal
Jefferson Harper vaart samen met zijn assistent Rusty Smith naar het eiland Ahmi-Oni. Daar onderhandelen ze met de Ierse grootgrondbezitter Dennis O'Brien over stukken grond voor zijn vader. Hij wordt er verliefd op Eileen, de dochter van O'Brien. Het lukt zijn vader niet om de geliefden te scheiden.

## Rolverdeling
| Acteur          | Personage        |
| --------------- | ---------------- |
| Betty Grable    | Eileen O'Brien   |
| Victor Mature   | Jefferson Harper |
| Jack Oakie      | Rusty Smith      |
| Thomas Mitchell | Dennis O'Brien   |
| George Barbier  | Harper           |
| Billy Gilbert   | Vader van Palola |
| Hilo Hattie     | Palola           |
| Harry Owens     | Harry Owens      |
| Lillian Porter  | Nicht van Palola |
| Hal K. Dawson   | John Rodney      |